# Polifagia
Polifagia é um termo médico utilizado para descrever uma fome excessiva. Na 11a edição da Classificação Internacional de Doenças é descrito como um desejo aumentado e intermitente ou persistente de comer em relação ao normal do indivíduo.
A polifagia é um sintoma decorrente de alguma condição patológica e se difere de uma fome aumentada já que permanece mesmo depois de comer. Embora seja sinônimo de hiperfagia, o termo polifagia é comumente utilizado para descrever sintoma decorrente da Diabetes. 

## Etiologia
Nem todas as causas fisiopatológicas são conhecidas pela ciência. Contudo, geralmente é decorrente de um desequilíbrio da homeostase das reações fisiológicas relacionadas aos mecanismos de fome e saciedade, envolvendo sinalizadores importantes como, por exemplo, a leptina.
A percepção de fome e saciedade envolve os controles hedônico e homeostático, os quais podem se sobrepor. O controle hedônico está relacionado à palatabilidade, ao querer e gostar de alimentos específicos, e se concentra em componentes cerebrais associados ao sistema límbico: tronco cerebral, hipotálamo, tálamo, área pré-frontal e rinencéfalo. O controle homeostático envolve sinalizadores, e tem como componentes associados o hipotálamo, o núcleo do trato solitário (NTS), entre outras áreas.
No hipotálamo, há duas famílias de neurônios importantes para os mecanismos de fome e saciedade: os produtores de neurotransmissores POMC/CART - que têm função anorexigênica, ou seja, respondem a sinais de que há nutriente e substrato energético no organismo, inibe a ingestão alimentar - e os produtores de neurotransmissores AgRP/NPY - que têm função orexigênica, ou seja, quando não há substrato energético, ativam a ingestão alimentar, a procura de alimento.
A leptina e a insulina são importantes sinalizadores periféricos para  a percepção de fome e saciedade. A leptina é um hormônio secretado pelo tecido adiposo branco proporcionalmente à quantidade desse tecido. A insulina é um hormônio secretado pelas células beta do pâncreas, muito atuante no controle glicêmico. Ambos atravessam a barreira hemato-encefálica e se ligam a receptores presentes nas populações neuronais mencionadas. Hormônios do trato gastrointestinal emitem sinais de saciedade, realizando controle mais de curto prazo (CCK, GLP-1, PYY, grelina, OXM) e podem interagir com as famílias de neurônios mencionadas ou enviar sinalização via nervo vago para o NTS.

## Polifagia na Diabetes Mellitus
A polifagia, junto com a a polidipsia e a poliúria, faz parte da tríade de sintomas principais da hiperglicemia, conhecida como as três polis e aparece em aproximadamente 1 a cada 3 pacientes com Diabetes Mellitus.
Indivíduos que fazem o controle da glicemia e apresentam esse sintoma, principalmente idosos que fazem tratamento farmacoterápico da Diabetes, geralmente usam a polifagia como indicativo que o manejo da glicose no sangue não está adequado, pois ela se expressa em situações de hiperglicemia constante.
Os mecanismos fisiopatológicos para a sua expressão na Diabetes não são totalmente conhecidos, mas há evidências que indicam que pode ocorrer em função de um distúrbio nos centros hipotalâmicos da fome e saciedade decorrente da resistência insulínica da doença.
Além disso, estudos mais recentes indicam que  a resistência à insulina, principalmente em células de gordura, os adipócitos, está relacionada ao aumento da fome, pois ela causa um distúrbio na liberação de leptina - o qual é um hormônio inibidor dos centros hipotalâmicos da fome e é liberado mediante ativação de receptores de glicose de células de gordura. Elevadas quantidades de leptina tem um efeito anorexígeno, ou seja, o efeito que reduz a sensação de fome e aumenta o gasto energético e a oxidação de lipídeos. O prejuízo da ação da insulina diminui a ação dessa via reguladora da fome podendo alterar o apetite do indivíduo, aumentando-o. A desregulação dessa via hormonal também está relacionada com a perda de peso em indivíduos com cetoacidose diabética.

## Polifagia na Síndrome de Kleine-Levin
Na síndrome neurológica de Kleine-Levin é considerada o segundo principal sintoma, estando presente em 3 a cada 4 pessoas com esse distúrbio. A fisiopatologia desse sintoma não é conhecida. A polidipsia, excesso de sede, com ingestão elevada de líquidos pode ser apresentada também concomitantemente a polifagia, mas nunca sozinha.
A polifagia em um episódio da síndrome pode levar a um aumento de peso entre 3,2 e 13,6 kg. Geralmente, há uma preferência por alimentos doces e escolhas atípicas de comidas, mas alguns ensaios clínicos mais recentes mostraram que o indivíduo come qualquer alimento e tudo que lhe é oferecido.
Há relatos também de casos de internação hospitalar por dispneia (falta de ar) em função de uma distensão abdominal decorrente da ingestão elevada de comida e também de casos de roubo de alimentos em lojas e de refeições de outros pacientes quando internados em hospitais.

## Casos de morte associados a polifagia
Não é comumente associada a morte inesperada. Mas há casos reportados de falecimento em função da obstrução da via respiratória ou por engasgamento sem asfixia, antigamente conhecido como síndrome de café-coronária.